# Shelby Rogers
Pour les articles homonymes, voir Rogers.
Shelby Rogers, née le 13 octobre 1992 à Mount Pleasant, est une joueuse de tennis américaine.
Ses meilleurs résultats en simple sont trois finales disputées : l'une au tournoi de Bad Gastein en 2014, l'autre au tournoi de Rio de Janeiro en 2016, et enfin une autre au tournoi de San José en 2022.

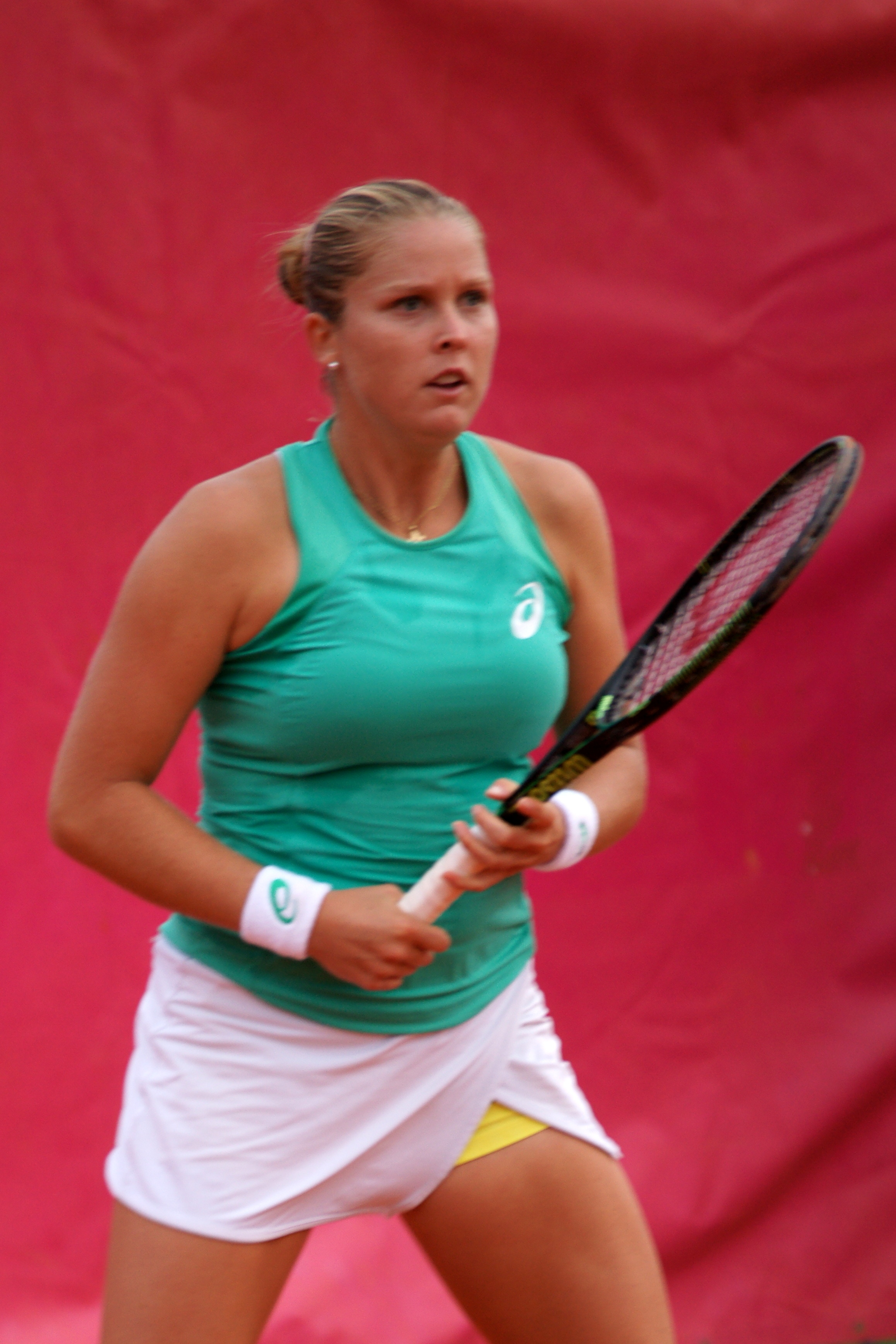
Shelby Rogers au tournoi de Cagnes-sur-Mer en 2015.

## Palmarès

### Titre en simple dames
Aucun

### Finales en simple dames
| No | Date       | Nom et lieu du tournoi                    | Catégorie | Dotation  | Surface      | Vainqueure          | Score          |          |
| -- | ---------- | ----------------------------------------- | --------- | --------- | ------------ | ------------------- | -------------- | -------- |
| 1  | 07-07-2014 | Nürnberger Gastein Ladies, Bad Gastein    | Intern'l  | 250 000 $ | Terre (ext.) | Andrea Petkovic     | 6-3, 6-3       | Parcours |
| 2  | 15-02-2016 | Rio Open, Rio de Janeiro                  | Intern'l  | 250 000 $ | Terre (ext.) | Francesca Schiavone | 2-6, 6-2, 6-2  | Parcours |
| 3  | 01-08-2022 | Mubadala Silicon Valley Classic, San José | WTA 500   | 757 900 $ | Dur (ext.)   | Daria Kasatkina     | 62-7, 6-1, 6-2 | Parcours |

### Titre en double dames
Aucun

### Finale en double dames
| No | Date       | Nom et lieu du tournoi      | Catégorie | Dotation  | Surface      | Vainqueures                            | Partenaire    | Score            |          |
| -- | ---------- | --------------------------- | --------- | --------- | ------------ | -------------------------------------- | ------------- | ---------------- | -------- |
| 1  | 13-04-2015 | Claro OpenColsanitas Bogotá | Intern'l  | 250 000 $ | Terre (ext.) | Paula C. Gonçalves Beatriz Haddad Maia | Irina Falconi | 6-3, 3-6, [10-6] | Parcours |

## Parcours en Grand Chelem

### En simple dames
| Année | Open d'Australie | Open d'Australie | Internationaux de France | Internationaux de France | Wimbledon       | Wimbledon         | US Open         | US Open              |
| ----- | ---------------- | ---------------- | ------------------------ | ------------------------ | --------------- | ----------------- | --------------- | -------------------- |
| 2010  | —                | —                | —                        | —                        | —               | —                 | 1er tour (1/64) | Peng Shuai           |
|       |                  |                  |                          |                          |                 |                   |                 |                      |
| 2012  | —                | —                | —                        | —                        | —               | —                 | Q2              | Anastasija Sevastova |
| 2013  | Q1               | Duan Ying-Ying   | 2e tour (1/32)           | Carla Suárez Navarro     | Q1              | An-Sophie Mestach | 1er tour (1/64) | Caroline Garcia      |
| 2014  | Q2               | Madison Brengle  | 1er tour (1/64)          | Ekaterina Makarova       | Q2              | Grace Min         | 2e tour (1/32)  | Flavia Pennetta      |
| 2015  | 1er tour (1/64)  | Ajla Tomljanović | 1er tour (1/64)          | Andrea Petkovic          | 1er tour (1/64) | Andrea Petkovic   | 3e tour (1/16)  | Simona Halep         |
| 2016  | —                | —                | 1/4 de finale            | Garbiñe Muguruza         | 1er tour (1/64) | Sabine Lisicki    | 2e tour (1/32)  | Catherine Bellis     |
| 2017  | 2e tour (1/32)   | Ashleigh Barty   | 3e tour (1/16)           | Kristina Mladenovic      | 3e tour (1/16)  | Angelique Kerber  | 3e tour (1/16)  | Elina Svitolina      |
| 2018  | 1er tour (1/64)  | Mirjana Lučić    | —                        | —                        | —               | —                 | —               | —                    |
| 2019  | —                | —                | 2e tour (1/32)           | Carla Suárez Navarro     | 1er tour (1/64) | Anett Kontaveit   | Q1              | Caroline Dolehide    |
| 2020  | 1er tour (1/64)  | Garbiñe Muguruza | 1er tour (1/64)          | Kamilla Rakhimova        | Annulé          | Annulé            | 1/4 de finale   | Naomi Osaka          |
| 2021  | 1/8 de finale    | Ashleigh Barty   | 1er tour (1/64)          | Rebecca Peterson         | 3e tour (1/16)  | Elena Rybakina    | 1/8 de finale   | Emma Raducanu        |
| 2022  | 1er tour (1/64)  | Ana Konjuh       | 3e tour (1/16)           | Daria Kasatkina          | 1er tour (1/64) | Petra Martić      | 3e tour (1/16)  | Ons Jabeur           |
| 2023  | 2e tour (1/32)   | Aryna Sabalenka  | 1er tour (1/64)          | Petra Martić             | 1er tour (1/64) | Elena Rybakina    | —               | —                    |
| 2024  | 1er tour (1/64)  | Emma Raducanu    | —                        | —                        | —               | —                 | 1er tour (1/64) | Jessica Pegula       |

N.B. : à droite du résultat se trouve le nom de l'ultime adversaire.

### En double dames
| Année | Open d'Australie                                                                   | Open d'Australie                                                                       | Internationaux de France                                                                | Internationaux de France                                                               | Wimbledon                                                                     | Wimbledon                                                                         | US Open                                                                                | US Open |
| ----- | ---------------------------------------------------------------------------------- | -------------------------------------------------------------------------------------- | --------------------------------------------------------------------------------------- | -------------------------------------------------------------------------------------- | ----------------------------------------------------------------------------- | --------------------------------------------------------------------------------- | -------------------------------------------------------------------------------------- | ------- |
| 2013  | —                                                                                  | —                                                                                      | —                                                                                       | —                                                                                      | —                                                                             | —                                                                                 | 1er tour (1/32) M. Sanchez \|\| style="text-align:left;" \| K. Bertens J. Larsson      |         |
| 2014  | —                                                                                  | —                                                                                      | —                                                                                       | —                                                                                      | —                                                                             | —                                                                                 | 1er tour (1/32) R. Oprandi \|\| style="text-align:left;" \| O. Kalashnikova O. Savchuk |         |
| 2015  | 2e tour (1/16) D. Vekić \|\| style="text-align:left;" \| C. Garcia K. Srebotnik    | 1er tour (1/32) M. Puig \|\| style="text-align:left;" \| B. Bencic K. Siniaková        | —                                                                                       | —                                                                                      | —                                                                             | —                                                                                 |                                                                                        |         |
| 2016  | —                                                                                  | —                                                                                      | —                                                                                       | —                                                                                      | 2e tour (1/16) A. Panova \|\| style="text-align:left;" \| N. Broady H. Watson | 2e tour (1/16) N. Broady \|\| style="text-align:left;" \| C. Garcia K. Mladenovic |                                                                                        |         |
| 2017  | 1er tour (1/32) T. Townsend \|\| style="text-align:left;" \| K. Bertens J. Larsson | 1er tour (1/32) H. Watson \|\| style="text-align:left;" \| S. Kuznetsova K. Mladenovic | 1er tour (1/32) D. Vekić \|\| style="text-align:left;" \| M. Barthel A. Kontaveit       | 1er tour (1/32) C. Vandeweghe \|\| style="text-align:left;" \| A. Klepač M.J. Martínez |                                                                               |                                                                                   |                                                                                        |         |
|       |                                                                                    |                                                                                        |                                                                                         |                                                                                        |                                                                               |                                                                                   |                                                                                        |         |
| 2019  | —                                                                                  | —                                                                                      | 2e tour (1/16) M. Puig \|\| style="text-align:left;" \| Hsieh S.-w. B. Strýcová         | —                                                                                      | —                                                                             | —                                                                                 | —                                                                                      |         |
| 2020  | —                                                                                  | —                                                                                      | —                                                                                       | —                                                                                      | Annulé                                                                        | Annulé                                                                            | 2e tour (1/8) J. Pegula \|\| style="text-align:left;" \| E. Mertens A. Sabalenka       |         |
| 2021  | 1er tour (1/32) C. Dolehide \|\| style="text-align:left;" \| C. Gauff C. McNally   | 1/4 de finale P. Martić \|\| style="text-align:left;" \| I.C. Begu N. Podoroska        | 2e tour (1/16) P. Martić \|\| style="text-align:left;" \| H. Dart H. Watson             | 2e tour (1/16) P. Martić \|\| style="text-align:left;" \| G. Dabrowski L. Stefani      |                                                                               |                                                                                   |                                                                                        |         |
| 2022  | 1/4 de finale P. Martić \|\| style="text-align:left;" \| S. Aoyama E. Shibahara    | 1er tour (1/32) P. Martić \|\| style="text-align:left;" \| V. Kudermetova E. Mertens   | 2e tour (1/16) A. Kontaveit \|\| style="text-align:left;" \| B. Krejčíková K. Siniaková | —                                                                                      | —                                                                             |                                                                                   |                                                                                        |         |
| 2023  | 1er tour (1/32) I.C. Begu \|\| style="text-align:left;" \| G. Dabrowski G. Olmos   | 2e tour (1/16) K. Flipkens \|\| style="text-align:left;" \| M. Kostyuk E.G. Ruse       | —                                                                                       | —                                                                                      | —                                                                             | —                                                                                 |                                                                                        |         |
| 2024  | —                                                                                  | —                                                                                      | —                                                                                       | —                                                                                      | —                                                                             | —                                                                                 | 2e tour (1/16) P. Martić \|\| style="text-align:left;" \| J. Cristian A. Moratelli     |         |

N.B. : le nom de la partenaire se trouve sous le résultat ; les noms des ultimes adversaires se trouvent à droite.

### En double mixte
| Année | Open d'Australie | Open d'Australie | Internationaux de France | Internationaux de France | Wimbledon | Wimbledon | US Open                                                                              | US Open |
| ----- | ---------------- | ---------------- | ------------------------ | ------------------------ | --------- | --------- | ------------------------------------------------------------------------------------ | ------- |
| 2014  | —                | —                | —                        | —                        | —         | —         | 1er tour (1/16) B. Klahn \|\| style="text-align:left;" \| A. Kudryavtseva A. Qureshi |         |
|       |                  |                  |                          |                          |           |           |                                                                                      |         |
| 2024  | —                | —                | —                        | —                        | —         | —         | 1er tour (1/16) R. Galloway \|\| style="text-align:left;" \| S. Errani A. Vavassori  |         |

N.B. : le nom du partenaire se trouve sous le résultat ; les noms des ultimes adversaires se trouvent à droite.

## Parcours en «Premier» et WTA 1000
Les tournois WTA « Premier Mandatory » et « Premier 5 » (entre 2009 et 2020) et WTA 1000 (à partir de 2021) constituent les catégories d'épreuves les plus prestigieuses, après les quatre levées du Grand Chelem.

### En simple dames
| Année |       |              |                           |                              |                                  |                               |                              |                              |                            |                           |  |                              |
| Doha  | Dubaï | Indian Wells | Miami                     | Madrid                       | Rome                             | Canada                        | Cincinnati                   | Pékin                        |                            | Wuhan                     |  |                              |
| Doha  | Dubaï | Indian Wells | Miami                     | Madrid                       | Rome                             | Canada                        | Cincinnati                   | Pékin                        | Guadalajara                |                           |  |                              |
| Doha  | Dubaï | Indian Wells | Miami                     | Madrid                       | Rome                             | Canada                        | Cincinnati                   | Pékin                        |                            |                           |  |                              |
| 2014  |       |              | WTA 500                   | 2e tour (1/32) M. Rybáriková |                                  |                               |                              | 3e tour (1/8) C. Wozniacki   |                            |                           |  |                              |
| 2015  |       | WTA 500      |                           | 1er tour (1/64) K. Flipkens  | 1er tour (1/64) M. Niculescu     |                               |                              |                              |                            |                           |  |                              |
| 2016  |       |              | WTA 500                   | 2e tour (1/32) Ka. Plíšková  |                                  |                               |                              | 1er tour (1/32) J. Konta     |                            | 1er tour (1/32) A. Cornet |  | 1er tour (1/32) Y. Wickmayer |
| 2017  |       | WTA 500      |                           | 2e tour (1/32) E. Vesnina    | 3e tour (1/16) A. Kerber         |                               | 1er tour (1/32) J. Ostapenko |                              |                            | 1er tour (1/32) Peng S.   |  |                              |
| 2018  |       |              | WTA 500                   | 1er tour (1/64) C. Dolehide  |                                  |                               |                              |                              |                            |                           |  |                              |
|       |       | WTA 1000     |                           |                              |                                  |                               |                              |                              |                            |                           |  |                              |
| 2021  |       | WTA 500      | 2e tour (1/16) E. Mertens | 1/4 de finale J. Ostapenko   | 2e tour (1/32) E. Svitolina      | 1er tour (1/32) A. Barty      | 1er tour (1/32) P. Martić    | 1er tour (1/32) A. Potapova  | 2e tour (1/16) B. Bencic   | Annulé                    |  | Annulé                       |
| 2022  |       |              | 1re tour (1/32) C. Gauff  | 3e tour (1/16) L. Fernandez  | 3e tour (1/16) V. Kudermetova    | 1er tour (1/32) Y. Putintseva | 1er tour (1/32) E.G. Ruse    |                              | 3e tour (1/8) A. Sabalenka | Hors calendrier           |  |                              |
| 2023  |       | WTA 500      | 2e tour (1/16) A. Bogdan  | 2e tour (1/32) M. Sákkari    | 2e tour (1/32) A. Sabalenka      | 3e tour (1/16) I.-C. Begu     | 1er tour (1/64) L. Nosková   |                              |                            |                           |  |                              |
| 2024  |       |              |                           |                              | 2e tour (1/32) A. Pavlyuchenkova | 2e tour (1/32) M. Vondroušová | 2e tour (1/32) Zheng Q.      | 1er tour (1/32) E. Svitolina |                            |                           |  |                              |

Sous le résultat, l’ultime adversaire.
1. 1 2   Les tournois de Doha et Dubaï alternent le statut de tournoi WTA 1000 (ex Premier 5) entre 2009 et 2023 : les trois premières éditions ont lieu à Dubaï, les trois suivantes à Doha, puis Dubaï accueille le tournoi de cette catégorie les années impaires et Dubaï les années paires. De 2011 à 2023, la ville qui n’accueille pas de WTA 1000 organise à la place un tournoi WTA 500 (ex Premier).
2. 1 2 3 4 5 6 7   L’ordre de déroulement des tournois a évolué depuis 2009 : Rome se dispute avant Madrid et Cincinnati avant Montréal/Toronto jusqu’en 2010, tandis que Tokyo (2009-2013)-Wuhan (2014-2019, 2024-)-Guadalajara (2022-2023) ont lieu avant Pékin jusqu’en 2023.
3. 1 2 3  Du fait de la pandémie de Covid-19, les tournois d’Indian Wells, de Miami, de Madrid, du Canada, de Wuhan et de Pékin sont annulés en 2020. Ces deux derniers le sont également en 2021. Pour des raisons d’organisation, le tournoi de Cincinnati 2020 a exceptionnellement lieu à Flushing Meadows à New York.
4. ↑  Le 1er décembre 2021, le président de la WTA, Steve Simon, annonce que tous les tournois prévus en Chine et à Hong Kong sont suspendus à partir de 2022, en raison de préoccupations concernant la sécurité et le bien-être de la joueuse de tennis chinoise Peng Shuai après ses allégations de relations sexuelles non-consenties avec Zhang Gaoli, membre de haut rang du Parti communiste chinois. Le tournoi de Pékin revient en 2023. Le tournoi de Guadalajara remplace celui de Wuhan pendant deux ans, ce dernier réapparaissant en 2024.

Nota: à partir de 2024, le nombre de tournois de cette catégorie passe à 10 par saison et l'alternance entre Dubaï et Doha est supprimée. Le codage Wiki actuel ne permet l'affichage que du résultat de Dubaï si la joueuse a également joué Doha.

## Parcours en Fed Cup
| #                                                                            | Date       | Lieu          | Surface      | Gagnante(s)                         | Perdante(s)                           | Score     |          |
| ---------------------------------------------------------------------------- | ---------- | ------------- | ------------ | ----------------------------------- | ------------------------------------- | --------- | -------- |
|                                                                              |            |               |              |                                     |                                       |           |          |
| 2017 - 1er tour (groupe mondial) - États-Unis - Allemagne : 4 - 0            |            |               |              |                                     |                                       |           |          |
| 1                                                                            | 11/02/2017 | Maui          | Dur (ext.)   | Bethanie Mattek-Sands Shelby Rogers | Laura Siegemund Carina Witthöft       | 4-1 ab.   | Parcours |
|                                                                              |            |               |              |                                     |                                       |           |          |
| 2017 - 1/2 finale (groupe mondial) - États-Unis - République tchèque - 3 - 2 |            |               |              |                                     |                                       |           |          |
| 2                                                                            | 22/04/2017 | Wesley Chapel | Terre (ext.) | Kateřina Siniaková                  | Shelby Rogers                         | 6-3, 6-3  | Parcours |
|                                                                              |            |               |              |                                     |                                       |           |          |
| 2017 - Finale (groupe mondial) - Biélorussie - États-Unis - 2 : 3            |            |               |              |                                     |                                       |           |          |
| 3                                                                            | 11/11/2017 | Minsk         | Dur (int.)   | Shelby Rogers Coco Vandeweghe       | Aryna Sabalenka Aliaksandra Sasnovich | 6-3, 7-63 | Parcours |

## Classements WTA en fin de saison
| Année          | 2010 | 2011 | 2012 | 2013 | 2014 | 2015 | 2016 | 2017 | 2018 | 2019 | 2020 | 2021 | 2022 | 2023 | 2024 |
| Rang en simple | 341  | 434  | 217  | 123  | 72   | 146  | 59   | 59   | 780  | 174  | 58   | 40   | 46   | 145  | 345  |
| Rang en double | 938  | 620  | 287  | 285  | 460  | 158  | 119  | 246  | –    | 331  | 156  | 73   | 126  | 482  | 396  |

Source : (en) Classements de Shelby Rogers sur le site officiel de la Fédération internationale de tennis

## Records et statistiques

### Victoires sur le top 10
Toutes ses victoires sur des joueuses classées dans le top 10 de la WTA lors de la rencontre.
| Légende            |
| Grand Chelem       |
| WTA 1000           |
| WTA 500            |
| Intern'l / WTA 250 |
| Fed Cup            |

| # | Rang   |  | Tournoi       | Année | Surface      |  | Adversaire       | Rang | Tour | Score          | Tableau |
| - | ------ |  | ------------- | ----- | ------------ |  | ---------------- | ---- | ---- | -------------- | ------- |
| 1 | no 116 |  | Lexington     | 2020  | Dur          |  | Serena Williams  | no 9 | 1/4  | 1-6, 6-4, 7-65 | Tableau |
| 2 | no 43  |  | US Open       | 2021  | Dur          |  | Ashleigh Barty   | no 1 | 1/16 | 6-2, 1-6, 7-65 | Tableau |
| 3 | no 40  |  | Adélaïde      | 2022  | Dur          |  | María Sákkari    | no 6 | 1/8  | 7-65, 2-6, 6-4 | Tableau |
| 4 | no 50  |  | Roland-Garros | 2022  | Terre battue |  | Danielle Collins | no 9 | 1/32 | 6-4, 6-3       | Tableau |
| 5 | no 45  |  | San José      | 2022  | Dur          |  | María Sákkari    | no 3 | 1/8  | 6-1, 6-3       | Tableau |